# Baby, Please Don't Go
Singles de Muddy Waters and His Guitar
She's All Right
(1953) Mad Love (I Want You to Love Me)
(1953)
Singles de Them
Don't Start Crying Now
(1964) Here Comes the Night
(1965)
Singles de AC/DC
Can I Sit Next to You Girl
(1974) High Voltage
(1975)
Singles de Aerosmith
Girls of Summer
(2002) Devil's Got a New Disguise
(2006)
Baby, Please Don't Go est une chanson de blues créditée à Big Joe Williams et enregistrée à plusieurs reprises par celui-ci à partir de 1935. Devenue un standard, c'est l’un des morceaux les plus joués, arrangés et réarrangés dans l’histoire du blues. À partir des années 1960, la chanson est également interprétée par de nombreux groupes rock, notamment Them et AC/DC. Baby, Please Don't Go est intronisé dans le Blues Hall of Fame et Rock and Roll Hall of Fame. 

## Origines
Baby, Please Don't Go est probablement une adaptation de Long John, un vieux thème folklorique qui remonte à l'époque de l'esclavage aux États-Unis. Paul Garon note que la mélodie est basée sur Alabamy Bound, une chanson composée en 1925 par l'écrivain Ray Henderson de Tin Pan Alley, avec des paroles de Buddy DeSylva et Bud Green. La chanson, un air de vaudeville, en a inspiré plusieurs autres entre 1925 et 1935, telles que Elder Greene Blues, Alabama Bound et Don't You Leave Me Here,. Ces variantes ont été enregistrées par Charlie Patton, Lead Belly, Monette Moore, Henry Thomas et Tampa Red.
L'auteur Linda Dahl suggère un lien avec une chanson de Mary Williams Johnson à la fin des années 1920 et au début des années 1930 également intitulée Baby, Please Don't Go. Cependant, Mary Johnson, qui était mariée au guitariste Lonnie Johnson, ne l’a jamais enregistrée et sa chanson n’est pas retenue comme une influence pour des interprètes ultérieurs,,. Jim O'Neal note que Joe Williams « a parfois dit que la chanson avait été écrite par son épouse, la chanteuse Bessie Mae Smith (alias Blue Belle et St. Louis Bessie - à ne pas confondre avec la populaire Bessie Smith des années 1920 et 1930) ».

## Big Joe Williams
Big Joe Williams enregistre Baby, Please Don't Go le 31 octobre 1935 lors de sa première session à Chicago avec Lester Melrose pour le label Bluebird. Williams, au chant et à la guitare, est accompagné de Dad Tracy sur un violon à une corde et de Chasey "Kokomo" Collins à la planche à laver. Le titre sort en 78 tours avec Wild Cow Blues en face B, une adaptation de Milk Cow Blues de Kokomo Arnold. Le disque est attribué aux « Joe Williams' Washboard Blues Singers ».
La chanson telle que notée sur la partition est un blues à quinze mesures en 4/4 temps en clé de si bémol. Comme beaucoup de chansons de Delta blues de l'époque, il reste sur l'accord tonique (I) tout du long sans la progression aux accords sous-dominant (IV) ou dominant (V). Les paroles expriment l'inquiétude d'un prisonnier à propos du départ de son amour avant qu'il ne rentre chez lui
.
Now baby please don't go, now baby please don't go
Baby please don't go back to New Orleans, and get your cold ice cream
I believe there's a man done gone, I believe there's a man done gone
I believe there's a man done gone to the county farm, with a long chain on
Big Joe Williams enregistre une seconde version de la chanson, simplement intitulée Please Don't Go, le 12 décembre 1941 à Chicago pour Bluebird, avec un arrangement et des paroles plus modernes, qui est, selon Gérard Herzhaft, la plus enthousiasmante, et que Williams interprète en utilisant sa caractéristique guitare à neuf cordes. Il est accompagné de Sonny Boy Williamson I à l'harmonica et d’Alfred Elkins jouant sur une imitation de basse (peut-être une contrebassine). Puisque ces deux versions sont apparues avant que l'industrie du disque ne commence à classer les meilleures ventes, il n'est pas possible de dire laquelle des deux était la plus populaire.
Le 22 juillet 1947 (ou 1945), il enregistre une autre version pour Columbia Records, avec Sonny Boy Williamson à l’harmonica, Ransom Knowling à la basse et Judge Riley à la batterie. Celle-ci sort couplée avec Wild Cow Moan sur la face A. Le disque n’apparaît pas dans les charts Rhythm & blues du magazine Billboard, mais représente une évolution de la chanson vers un blues plus urbain.

## Autres versions blues et R&B
Les différents enregistrements de Big Joe Williams inspirent d'autres musiciens de blues pour graver leur propre interprétation de la chanson. Les premiers exemples comprennent Papa Charlie McCoy (Tampa Kid, 1936), Leonard « Baby Doo » Caston (1939), Lightnin' Hopkins (1947), John Lee Hooker (1949) et Big Bill Broonzy (1952). Au début des années 1950, la chanson est retravaillée dans des styles musicaux en vogue à l'époque, avec une version jump blues par Billy Wright (1951), une version doo-wop par The Orioles (n°8 R&B en 1952), et une interprétation d'inspiration afro-cubaine par Rose Mitchell (1954). Mose Allison enregistre cet air dans son style de jazz blues pour l'album Transfiguration of Hiram Brown (1960).
En 1953, Muddy Waters transforme la chanson en un morceau de Chicago blues avec Little Walter et Jimmy Rogers. Chess Records publie initialement le single avec le titre Turn the Lamp Down Low, bien que la chanson soit aussi appelée Turn Your Lamp Down Low, Turn Your Light Down Low ou Baby Please Don't Go. Il interprète régulièrement la chanson, dont plusieurs sont enregistrées. Les versions live apparaissent sur At Newport 1960 et sur Live at the Checkerboard Lounge, Chicago 1981 avec des membres des Rolling Stones. Le critique Bill Janovitz cite l'influence de l'adaptation de Waters :
« Le lien le plus probable entre les enregistrements de Williams et toutes les reprises rock des années 60 et 70 est à chercher du côté du morceau de Muddy Waters pour Chess en 1953, qui conserve le même phrasé que Williams, mais les musiciens de session le renforcent avec une section rythmique à la conduite régulière, des instruments électrifiés et Little Walter Jacobs gémissant sur son harmonica blues harp ».

## Them et Van Morrison
Baby Please Don't Go est l'une des premières chansons enregistrées par le groupe Them, dirigé par Van Morrison, alors âgé de 19 ans. Leur interprétation de la chanson est inspirée d’une version de John Lee Hooker enregistrée en 1949 sous le nom de « Texas Slim » (King 4334), avec comme titre Don't Go Baby, et qui apparaît plus tard sur Highway of Blues, un album de 1959, que Van Morrison écoute, sentant qu'il y a là « quelque chose de vraiment unique et différent » avec « plus d'âme » qu'il n'en a entendu auparavant.
Them enregistrent Baby, Please Don't Go pour Decca Records en octobre 1964. Outre Van Morrison, il existe des informations contradictoires sur les participants à la session. En plus des membres originaux du groupe (le guitariste Billy Harrison, le bassiste Alan Henderson, le batteur Ronnie Millings et  l'organiste Peter Bardens, d'autres musiciens sont suggérés : Pat McAuley à l'orgue, Bobby Graham sur une deuxième batterie, Jimmy Page à la guitare et Peter Bardens aux claviers. Comme le note George Case, biographe de Page, « il y a une controverse pour savoir si c'est la ligne de blues aiguë de Page qui définit la chanson, s'il a seulement joué un air déjà conçu par Harrison, ou si Page a simplement doublé Harrisson ». Van Morrison a reconnu la participation de Page aux premières sessions : « Il a joué de la guitare rythmique sur un truc et a doublé un riff de basse sur un autre ». Johnny Rogan, biographe de Van Morrison, écrit que Page « a doublé le riff distinctif déjà élaboré par Billy Harrison ». Janovitz voit ce riff comme « l'épine dorsale de l'arrangement » et décrit la contribution d'Henderson comme une « charge d'amphétamines qui pulse des deux notes de la ligne de basse ». Pour Alan Clayson, leur arrangement blues rock est « maintenant considéré comme juste et définitif ».
Baby, Please Don't Go, deuxième single de Them, sort le 6 novembre 1964, avec Gloria en face B. Le morceau devient leur premier tube, culminant à la 10e place des charts britanniques en février 1965. Le single est édité aux Etats-Unis en 1965, mais seul Gloria devient un succès l'année suivante. La chanson ne figure pas sur les albums britanniques ou américains de Them (The Angry Young Them et Them Again), mais elle paraît ensuite sur plusieurs compilations, tels que The Story of them Featuring Van Morrison et The Best of Van Morrison. Quand elle est rééditée à nouveau en single au Royaume-Uni en 1991 (London, LON 292), elle atteint le numéro 65 dans les charts. Van Morrison accompagne également John Lee Hooker lors d'une performance en 1992, où Hooker chante et joue Baby, Please Don't Go à la guitare en étant assis sur un quai, avec Morrison à l'harmonica ; elle paraît en 2004 sur le DVD Come See About Me Hooker.

## AC/DC
Le groupe australien AC/DC joue Baby, Please Don't Go lors de ses concerts depuis ses débuts. Bien qu'ils aient exprimé leur intérêt pour les premières chansons de blues, Mick Wall identifie l'adaptation de la chanson de Them comme la source la source probable de leur inspiration. En novembre 1974, Angus Young, Malcolm Young et Bon Scott l’enregistrent pour High Voltage, leur premier album australien en 1975. Tony Currenti est parfois identifié comme le batteur de la chanson, bien qu’il assure qu’elle était déjà enregistré par Peter Clack. Wall note que le producteur George Young a joué de la basse sur la majeure partie de l’album, tandis que Rob Bailey affirme que beaucoup de titres de l’album ont été enregistrés par lui.
High Voltage et un single comportant Baby, Please Don't Go sortent simultanément en Australie en février 1975 (sur le disque, Albert Productions attribue par erreur la composition à Big Bill Broonzy). Eduardo Rivadavia qualifie la chanson de « positivement explosive ». Albert Productions la publie sur la face B du single Love Song (Oh Jene). Cependant, la face A est largement ignoré et Baby, Please Don't Go commence à être diffusé sur les ondes. Le disque entre dans les charts à la fin de mars 1975 et atteint le numéro 10 en avril.
Le 23 mars 1975, un mois après que le batteur Phil Rudd et le bassiste Mark Evans aient rejoint AC/DC, le groupe interprète la chanson pour la première fois dans l'émission de télévision australienne Countdown sur ABC (cette performance serait également répétée le 6 et le 27 avril, raison pour laquelle on trouve souvent des dates contradictoires),. Pour cette apparition, « Angus porte son uniforme d'écolier tandis que Scott entre en scène avec une perruque de tresses blondes, une robe, du maquillage et des boucles d'oreilles ».
Joe Bonomo décrit Scott comme « une Fifi Brindacier démente », et Perkins remarque ses « tatouages et une jupe extrêmement courte ». Mark Evans décrit ainsi la réaction :
« Dès que ce fut à lui de chanter, il sortit de derrière la batterie habillé en écolière. Et c'était comme si une bombe avait explosé dans l'endroit ; c'était une pagaille, tout le monde éclata de rire. Scott avait un sens de l'humour merveilleux ».
Scott joue pour la caméra et, pendant le passage du solo de guitare et d'improvisation vocale, il allume une cigarette tout en se battant avec Angus, armé d'un maillet vert. Phil Rudd rit tout au long de la performance.
Bien que Baby, Please Don't Go soit un morceau populaire des concerts d'AC/DC (souvent le dernier titre), la chanson n'est pas diffusée à l'international avant leur compilation '74 Jailbreak en 1984. La vidéo extraite de l'émission Countdown est incluse dans la compilation DVD Family Jewels en 2005.

## Aerosmith
Aerosmith enregistre Baby, Please Don't Go pour son album de reprises de blues Honkin' on Bobo sorti le 30 mars 2004. L'album est produit par Jack Douglas, qui avait travaillé sur des albums précédents du groupe, et représente un retour à leurs racines hard rock. Le magazine Billboard décrit la chanson comme « le genre de piste directe et rentre-dedans qui a toujours caractérisé les disques du groupe dans les années 1970 ». Edna Gundersen de USA Today le qualifie de « formidable revival ». C'est le premier extrait de l'album sorti en single. Il se classe à la 7e place du classement Mainstream Rock Tracks. Un clip vidéo, réalisé par Mark Haefeli, est produit afin de promouvoir le single. Par la suite, la chanson devient un incontournable du répertoire du groupe en concert,.

## Reconnaissance et héritage
Baby, Please Don't Go de Big Joe Williams est entré au Rock and Roll Hall of Fame dans la liste des « 500 chansons qui ont façonné le rock and roll ». En 1992, elle est intronisée au Blues Foundation Hall of Fame dans la catégorie « Enregistrements classiques du Blues ». La Fondation indique que, en plus de divers enregistrements de blues, « la chanson a été relancée de façon renouvelée par des groupes de rock dans les années 60, tels que Them, Amboy Dukes et Ten Years After ». Janovitz signale des enregistrements dans divers styles et recense près d'une centaine d'artistes l'ayant enregistré.
La version de Them figure sur la BO du film Good Morning Vietnam ainsi que dans Sailor et Lula de David Lynch en 1990.

## Autres reprises
Parmi les autres artistes ayant interprété Baby, Please Don't Go, on peut citer notamment :
- Billy Lee Riley, version rockabilly parue sur l'album Red Hot (1957)
- Bob Dylan lors des sessions de The Freewheelin' Bob Dylan le 25 avril 1962[45] (paru en 1993 sur l'album The Freewheelin' Outtakes: The Columbia Sessions, NYC, 1962[46]).
- Bukka White sur l'album Mississippi Blues Vol. 1  (1963)
- The Chambers Brothers sur Now! (1966)
- The Doors en concert en 1966 (paru sur l'album live London Fog 1966 en 2016)
- Taste (medley Baby Please Don't Go / Bye Bye Bird) en concert à Londres au Marquee Club le 25 octobre 1968, paru sur l'album pirate London Invasion (1968-1969)[47].
- MC5 en concert en 1966 (paru sur l'album live '66 Breakout! en 1999)
- The Amboy Dukes sur son premier album (1967)
- Ten Years After inclus un extrait au cœur de la chanson I'm Going Home (1968)
- Tony Joe White sur Roosevelt And Ira Lee (GB, 1972)
- Gary Glitter sur son premier album Glitter (1972)
- Jerry García et Merl Saunders en concert en 1972 (paru sur l'album After Midnight Live At Lion's Share, San Anselmo December 28,1972)[48]
- The Flamin' Groovies en concert à Londres en 1976 (paru sur Rockin' at the Roundhouse: Live, 1994)
- Cowboy Junkies sur Whites Off Earth Now!! (1986)
- UK Subs sur Mad Cow Fever (1991)
- John Cougar Mellencamp sur la musique du film Blue Chips (1994)
- Brownie McGhee et Sonny Terry sur l'album A Tribute to Leadbelly (1997)
- Ludwig von 88 sur La révolution n'est pas un dîner de gala (2001)
- Tom Petty en concert à Chicago (paru sur le DVD live Sound Stage, 2004)[49]
- Elliott Murphy sur Murphy Gets Muddy (2005)
- Webb Wilder sur Doo Dad en 1991

Elle a également été jouée par T-Bone Walker, Budgie, Robert Pete Williams, Bill Wyman (au sein de Willie And The Poor Boys), Ted Nugent, Rod Stewart, The Clash, Restless, The Ballroom, Van Morrison, etc. Il serait impossible d'en faire une liste exhaustive tant il existe de versions différentes.
Le groupe de rap House of Pain a samplé la version des Amboy Dukes sur le morceau Same as It Ever Was (1994).
Baby, Please Don't Go a aussi été reprise par Franky Perez avec The Forest Rangers pour la série télévisée Sons of Anarchy.
N.B. : on retrouve un titre similaire sur la chanson du groupe The Olympics, Well (Baby, Please Don't Go) en 1957, popularisée par John Lennon (avec Frank Zappa à la guitare) depuis la parution de cette reprise live sur le double album Some Time in New York City. La structure de la chanson est totalement différente du titre de Big Joe Williams. Il en est de même pour la chanson également intitulée Baby Please Don't Go sur l'album éponyme de Nancy Sinatra en 2004, qui est une composition de Steven Van Zandt.